# Charles Alexandre de Calonne
Charles Alexandre, vizconde de Calonne (Douai, 20 de enero de 1734 - París, 10 de octubre de 1802), fue un estadista francés.

## Vida

### Ascenso al poder
Nacido en Douai de una familia de clase alta, entró en la abogacía y se convirtió sucesivamente en abogado de la corte general de Artois, procurador del parlamento de Douai, maître des requêtes, intendente de Metz (1768) y de Lille (1774). Al parecer fue un hombre con capacidades notables para el negocio y con espíritu emprendedor, sin embargo, generalmente sin escrúpulos en sus acciones políticas. En la terrible crisis precedente a la Revolución francesa, cuando los sucesivos ministros intentaron en vano volver a llenar la agotada tesorería real, Calonne fue convocado como Controlador General de las Finanzas, un cargo que asumió el 3 de noviembre de 1783.
Le debió la posición al conde de Vergennes, que durante tres años continuó apoyándolo. Sin embargo, el rey Luis XVI sentía aversión por Calonne y, según el embajador de la Casa de Austria, su imagen pública era extremadamente pobre.

### Medidas
Cuando tomó el cargo encontró deudas de 600 millones y ningún modo de pagarlas. En un principio intentó obtener un crédito y apoyó al gobierno a través de préstamos para mantener la confianza pública en su solvencia. En octubre de 1785 acuñó monedas de oro y desarrolló la caisse d'escompte (descuento por pago en efectivo).
Como todas estas medidas fallaron, propuso al rey la supresión de aduanas internas y defendió los impuestos por propiedad para los nobles y el clero. Anne-Robert Jacques Turgot y Jacques Necker intentaron estas reformas y Calonne atribuyó su falla a la mala voluntad de oposición de los parlements. Por tanto, llamó a la Assemblée des notables el 22 de febrero de 1787, donde presentó el déficit en la tesorería y propuso el establecimiento de una subvention territoriale que debía ser impuesta en todas las propiedades sin distinción.

### Exilio
Esta supresión de privilegios fue mal recibida. Calonne, enfadado, imprimió sus informes, enojando así al tribunal. Luis XVI lo despidió el 8 de abril de 1787 y lo  envió al destierro en Lorena. La alegría fue general en París, donde Calonne, acusado de desear aumentar los impuestos, era conocido como Monsieur Déficit. En realidad sus atrevidos planes de reformas, que Necker realizó posteriormente, podrían seguramente haber salvado la monarquía si hubieran sido apoyados por el rey. Calonne poco después se exilió en Gran Bretaña y durante su residencia allí mantuvo una polémica correspondencia con Necker.
En 1789, cuando los Estados Generales estaban a punto de establecerse, cruzó a Flandes con la esperanza de presentarse a la elección, pero le fue prohibida la entrada a Francia. Como venganza, se unió al grupo emigrado de Coblenza, escribió a su favor y gastó casi toda la fortuna de su esposa, una viuda adinerada. En 1802, habiéndose instalado de nuevo en Londres, recibió el permiso de Napoleón Bonaparte para regresar a Francia. Murió un mes después de la llegada a su país natal.